# 11.22.63 (مسلسل)
11.22.63 هو مسلسل تشويق ودراما وخيال علمي أمريكي قصير، مبني على كتاب 11/22/63 للكاتب ستيفن كينغ، المسلسل مكون من ثماني حلقات، بدء عرض المسلسل بتاريخ 15 فبراير 2016 على هيولو.

## القصة
تدور أحداث مسلسل الخيال العلمى “11.22.63” حول مدرس في مدرسة ثانوية من ولاية مين يدعى جيك ابين (جيمس فرانكو)، تتاح لجيك فرصة العودة بالزمن إلى تكساس عام 1960 عن طريق صديقة القديم آل تيمبيلتن. يقتنع جيك بالسفر عبر الزمن حيث يحاول منع اغتيال الرئيس الأمريكى جون كينيدي، لكن مهمته تهدد بالفشل بعد وقوعه في حب سايدي دونهيل، وصراعه مع الماضى الذي لا يريد أن يتغير.

## طاقم التمثيل

### الشخصيات الرئيسية

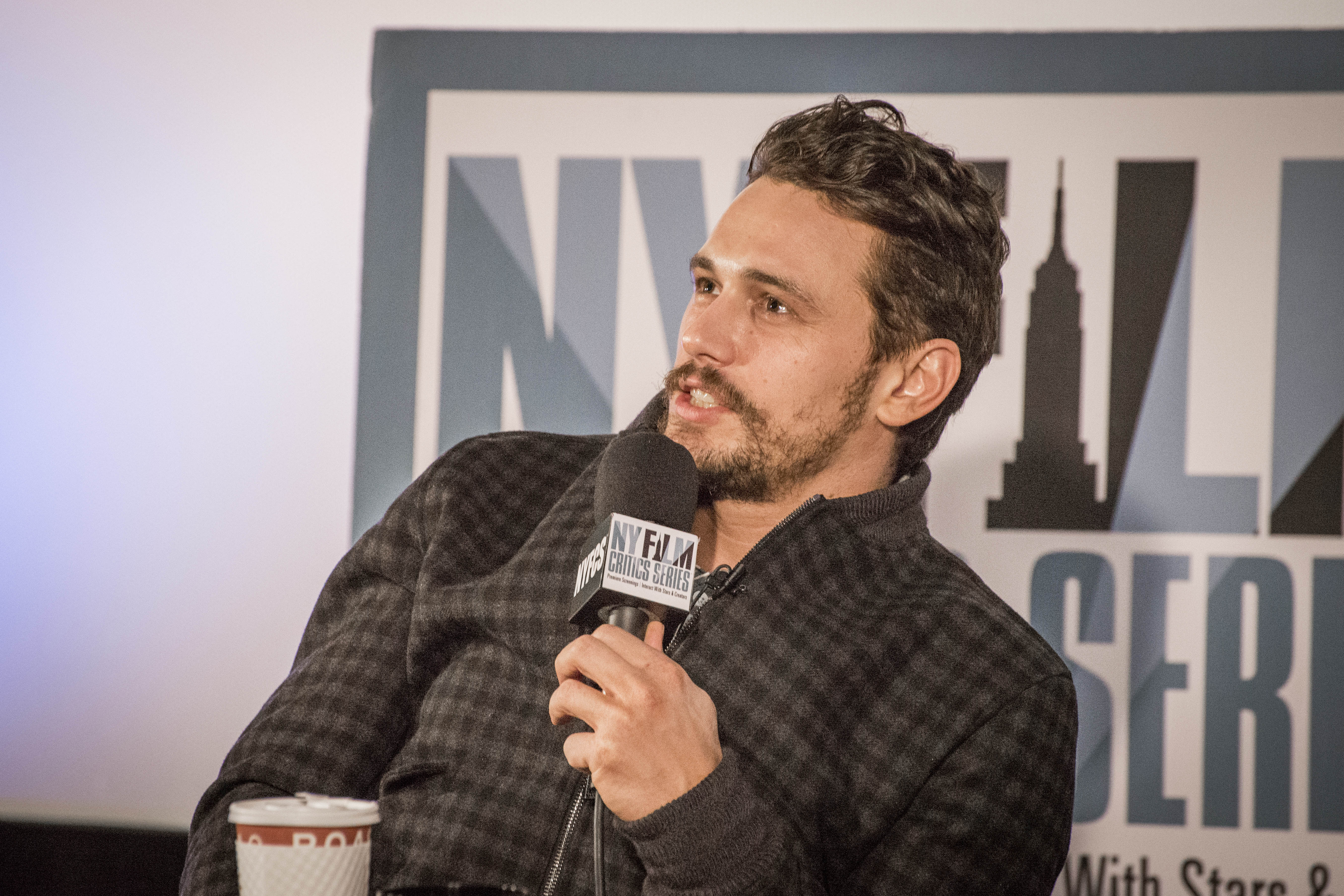
جيمس فرانكو بطل المسلسل

- جيمس فرانكو بدور جاك أبين أو جيمس أمبرسون
- كريس كوبر بدور آل تيمبيلتن
- سارة جادون بدور سايدي دونهيل
- جورج ماكاي بدور بيل توركوت
- لوسي فري بدور مارينا أسوالد
- دانييل ويبر بدور لي هارفي أوزوالد

### الشخصيات الثانوية
- شيري جونز بدور ماغوريت أوزوالد
- كيفين ج. أوكونور بدور الرجل ذو البطاقة الصفراء
- تي آر نايت بدور جوني كلايتن
- جوش دوهامل بدور فرانك دانينن
- نيك سيرسي بدور ديك سيمونز
- جوني كوين بدور جورج دي مورينشلد
- تونيا بينكنس بدور ميمي كوركوران
- بروكلين سودانو بدور كريستي أبين (طليقة جيك)
- ليون ريبي بدور هاري دانينن
- جولييت آنجيلو بدور بوبي جيل آلنات
- برايدنليماستر بدور مايك كوسلا
- جورجي نورث بدور الجنرال ايدوين والكر
- جيل بيلوز بدور العميل هوستي
- غرانثمان كولمان بدور بوني راي ويليامز
- مايكل اونيل بدور ارليس برايس
- آنيت اوتول بدور ايدنا برايس
- انتوني كورون بدور جاك روبي
- بوب ستيفينسن بدور سايلنت مايك
- ويلبور فيتزجيرالد بدور كابتن ويل فريتز
- كونستانس تاورز بدور سايدي (مسنة)

## الحلقات

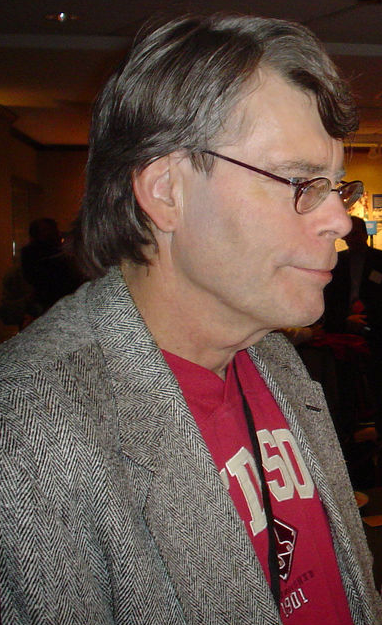
كاتب القصة التي استند عليها المسلسل ستيفن كينغ

| تسلسل | عنوان الحلقة                       | إخراج          | كتابه                        | تاريخ العرض     | رقم الانتاج   |
| --- | ---------------------------------- | -------------- | ---------------------------- | --------------- | ------------- |
| 1 | "حفرة الارنب"                      | كيفن مكدونالد  | بريدجيت كاربينتر             | 15 فبراير 2016  | 4X6452/4X6451 |
| صاحب المقهى، آل تيمبيلتن يكشف لصديقه، مدرس اللغة الإنجليزية جيك ابينج عن وجود بوابة زمنية إلى شهر اوكتوبر من العام1960 في خزانته، وهو مصاب بسرطان مميت لذلك يطلب من جيك العودة إلى فترة الستينات ومنع اغتيال الرئيس الأميركي جون كينيدي.و يشرح لجيك محاولاته وأخطائه السابقة لايقاف عملية الاغتيال. جيك يعود إلى الماضي ويبدأ بالبحث عن شخص يشتبه بكونه مسؤول عن التدبير للعملية، لكنه يكتشف أن الماضي يقاوم بشدة أي حوادث تغيّره وهذا سيصعب على جيك تحقيق الهدف القادم من أجله.                                                                                   |                                    |                |                              |                 |               |
| 2 | "أرضية الذبح"                      | فريد توي       | كوينتن بيبلز                 | 22 فيبراير 2016 | 4X6453        |
| يبدأ جيك حياته جديدة في عام 1960 ويبدأ تحقيقه في اغتيال كينيدي. يختبر جيك قدرته على تغيير الماضي من خلال محاولة منع قتل أفراد أسرة أحد طلابه المستقبليين من قبل والده، وهو مدمن كحول قتل في السابق شقيقة بيل توركوت، الذي يكتشف أن جيك قادم من المستقبل . |                                    |                |                              |                 |               |
| 3 | "اصوات اخرى، غرف اخرى"             | جيمز سترونغ    | براين نيلسون                 | 29 فيبراير 2016 | 4X6454        |
| بمساعدة بيل توركوت، جيك ينتقل إلى فورت وورث ويجد وظيفة في مدرسة بلدة جودي القريبة، حيث يتعرف على أمينة المكتبة، سايدي دونهيل. جيك وبيل يقومان بمراقبة المتهم الرئيسي في العملية، لي هارفي أوزوالد، الذي عاد لتوه من روسيا. |                                    |                |                              |                 |               |
| 4 | "عيون تكساس"                       | فريد توي       | كوينتن بيبلز وبريدجيت ويلسون | 7 مارس 2016     | 4X6455        |
| أوزوالد يتدرب على استخدام قناصة مما يزيد شكوكهم حوله، يحاول جيك وبيل افتفاء أثره لكن الماضي يعرقلهم، قي نفس الوقت يعود زوج سايدي دونهيل السابق والذي يرفض إتمام الطلاق ويزعج علاقتها مع جيك. وتكتشف سايدي أمر المراقبة والتسجيلات في قبو منزل جيك. |                                    |                |                              |                 |               |
| 5 | "الحقيقة"                          | جيمس فرانكو    | بريدجيت كاربينتر             | 14 مارس 2016    | 4X6456        |
| بيل وجيك يستعدان لمعرفة تورط أوزوالد في محاولة أغتيال فاشلة للجنرال والكر لكن الماضي يتدخل مرة أخرى ويشتت بيل عن طريق إظهار خيال لأخته الميتة، في نفس الوقت يطلب الزوج السابق لسايدي من جيك أن يأتي إللى منزلها بعد أن احتجزها كرهينة، يتواجه الرجلان ويقوم جيك بقتل الزوج بمساعدة سايدي. لاحقا في المستشفى، يقرر جيك أن يكشف لسايدي القصة الحقيقة عن قدومه من المستقبل ومهمته الحالية. |                                    |                |                              |                 |               |
| 6 | "عيد ميلاد سعيد، لي هارفي أوزوالد" | جون ديفيد كولز | بريدجيت كاربينتر             | 21 مارس 2016    | 4X6457        |
| جيك يكتشف أن بيل قد أصبح على علاقة مع مارينا زوجة أوزوالد ويصبح بيل صديقه المفضل. جيك يخشى أن يتورط بيل ويصبح القناص الثاني في عملية الاغتيال القريبة لذلك يقرر حجزه في مركز صحي. الماضي عاد ليتدخل أثناء عملية جراحة تجميلية لسايدي مهدداً حياتها، وبعد التأكد من أن أوزوالد يعمل وحيداً بدون تورط المخابرات، يقرر جيك قتله ولكن قبل أن يتمكن من هذا يتعرض لهجوم من قبل وكيل الرهانات وعصابته يؤدي لإصابة بالغة. |                                    |                |                              |                 |               |
| 7 | "الجندي الولد"                     | جيمس كينت      | كوينتن بيبلز وبريدجيت ويلسون | 28 مارس 2016    | 4X6458        |
| جيك يستيقظ من الغيبوبة قبل عملية الاغتيال بفترة قصيرة ويعاني من فقدان ذاكرة. حاولت سايدي مساعدته بالتذكر لكنها لاتعرف الكثير من التفاصيل. قاموا بزيارة بيل في المركز الصحي لكن بسبب العلاج لم يعد يصدق أن القادم من المستقبل شيء حقيقي بل أوهام، ثم أقدم على الانتحار. جيك يعتمد على سايدي في التذكر التدريجي ولكن عند زيارته لمنزل أوزوالد يتذكر كل شيء. |                                    |                |                              |                 |               |
| 8 | "اليوم في سؤال"                    | جيمز سترونغ    | بريدجيت كاربينتر             | 4 ابريل 2016    | 4X6459        |
| خلال أحداث 22 أوكتوبر 1963، جيك وسايدي يكافحان الماضي للوصول إلى مكان أوزوالد حيث يستعد لاغتيال الرئيس، جيك يتعارك مع أوزوالد وينجح في قتله لكن سايدي تقتل بالخطأ خلال العملية. جيك يعود إلى 2016 ليجد العالم مدمراً. عرف لاحقاً أن منع عملية اغتيال كيندي نتج عنها تولي سياسي عنصري للرئاسة بعده، مما تسبب بحرب أهلية دمرت الولايات المتحدة فيعود سريعاً إلى الماضي ليصلح ويستعيد الأحداث كما كانت بلأصل. وعند العودة لعام2016 مرة أخرى، يسافر إلى مدينة جودي ليقابل سايدي وقد بلغت الثمانين من العمر، ويتم تكريمها في حفل لأعمالها الأنسانية، جيك يحظى برقصة معها. |                                    |                |                              |                 |               |

## وصلات خارجية
- الموقع الرسمي
- 11.22.63 على موقع IMDb (الإنجليزية)
- 11.22.63 على موقع ميتاكريتيك (الإنجليزية)
- 11.22.63 على موقع روتن توميتوز (الإنجليزية)
- 11.22.63 على موقع ليتربوكسد (الإنجليزية)
- 11.22.63 على موقع كينوبويسك (الروسية)
- 11.22.63 على موقع ألو سيني (الفرنسية)
- 11.22.63 على موقع قاعدة بيانات الفيلم (الإنجليزية)